# 続々々・テレビまんが主題歌のあゆみ
『続々々・テレビまんが主題歌のあゆみ』（ぞくぞくぞく・テレビまんがしゅだいかのあゆみ）は、日本コロムビアから1989年12月21日に発売されたアニメソングのコンピレーション・アルバムである。『テレビまんが主題歌のあゆみシリーズ』第4弾にあたる。2006年4月19日にはデジタル・リマスタリング仕様で再発売された。

## 解説
- 本作は1978年から1983年までに放送開始された作品を、CD2枚組で全50曲収録している。
- DISC1は1978年7月から1980年7月までに放送開始されたアニメの主題歌を、DISC2は1980年9月から1983年4月までに放送開始されたアニメの主題歌が収録されている。
- 本作より、放送期間の年号が元号表記から西暦表記に改められた。
- 本作の放送期間中にスタートした『SF西遊記スタージンガーII』、『スペースコブラ』の主題歌はコロムビアからリリースされているのにもかかわらず[1]本作には収録されていない。
- 『コラルの探検』は人形アニメーション作品であるにもかかわらず、本作に収録されている。

## 収録曲

### DISC 1
1. 宇宙魔神ダイケンゴーの歌
  - 作詞：鳥海尽三、作曲：小林亜星、編曲：高田弘、歌：堀江美都子、こおろぎ'73、ザ・チャープス
  - テレビ朝日系「宇宙魔神ダイケンゴー」オープニングテーマ
2. われらガッチャマン
  - 作詞：保富康午、作、編曲：すぎやまこういち、歌：ささきいさお、コロムビアゆりかご会
  - フジテレビ系「科学忍者隊ガッチャマンII」オープニングテーマ
3. よんでいる
  - 作詞：岸田衿子、作、編曲：宇野誠一郎、歌：堀江美都子
  - MBS系「まんがこども文庫」オープニングテーマ
4. 宝島
  - 作詞：岩谷時子、作、編曲：羽田健太郎、歌：町田よしと、コロムビアゆりかご会
  - 日本テレビ系「宝島」オープニングテーマ
5. 星から来た二人
  - 作詞：阿久悠、作曲：都倉俊一、編曲：萩田光雄、歌：ヤング・フレッシュ
  - 東京12チャンネル系「ピンクレディー物語 栄光の天使たち」オープニングテーマ
6. 夢の舟乗り
  - 作詞：山川啓介、作、編曲：大野雄二、歌：ヒデ夕樹
  - NHK「キャプテンフューチャー」オープニングテーマ
7. きこえるかしら
  - 作詞：岸田衿子、作、編曲：三善晃、歌：大和田りつこ
  - フジテレビ系「赤毛のアン」オープニングテーマ
8. 花の子ルンルン
  - 作詞：千家和也、作曲：小林亜星、編曲：青木望、歌：堀江美都子、ザ・チャープス
  - テレビ朝日系「花の子ルンルン」オープニングテーマ
9. 誰がために
  - 作詞：石ノ森章太郎、作曲：平尾昌晃、編曲：すぎやまこういち、歌：成田賢、こおろぎ'73
  - テレビ朝日系「サイボーグ009」オープニングテーマ
10. ダルタニアスの歌
  - 作詞：八手三郎、作曲：小林亜星、編曲：高田弘、歌：堀江美都子、こおろぎ'73、コロムビアゆりかご会
  - 東京12チャンネル系「未来ロボ ダルタニアス」オープニングテーマ
11. ドラえもんのうた
  - 作詞：楠部工、補作詞：はばすすむ、作、編曲：菊池俊輔、歌：大杉久美子、台詞：大山のぶ代
  - テレビ朝日系「ドラえもん」オープニングテーマ
12. くじらのホセフィーナ
  - 作詞：関根栄一、作曲：穂口雄右、編曲：青木望、歌：大杉久美子、コロムビアゆりかご会
  - 東京12チャンネル系「くじらのホセフィーナ」オープニングテーマ
13. ザ・ウルトラマン
  - 作詞：阿久悠、作、編曲：宮内国郎、歌：ささきいさお、コロムビアゆりかご会
  - TBS系「ザ・ウルトラマン」オープニングテーマ
14. 3人のうた
  - 作詞：香山美子、作、編曲：小森昭宏、歌：大杉久美子、こおろぎ'73
  - TBS系「コラルの探検」オープニングテーマ
15. 心に汗を
  - 作詞：山川啓介、作曲：渡辺岳夫、編曲：クニ河内、歌：水木一郎
  - よみうりテレビ系「新巨人の星II」オープニングテーマ
16. 希望よそれは
  - 作詞：関根栄一、作、編曲：菊池俊輔、歌：ささきいさお、こおろぎ'73
  - フジテレビ系「円卓の騎士物語 燃えろアーサー」オープニングテーマ
17. ガッチャマンファイター
  - 作詞：丘灯至夫、作曲：小林亜星、編曲：高田弘、歌：ささきいさお、コロムビアゆりかご会
  - フジテレビ系「科学忍者隊ガッチャマンF」オープニングテーマ
18. 森へおいでよ
  - 作詞：保富康午、作曲：渡辺岳夫、編曲：松山祐士、歌：大杉久美子、こおろぎ'73
  - 東京12チャンネル系「森の陽気な小人たちベルフィーとリルビット」オープニングテーマ
19. 幸せのバビラトラリラ
  - 作詞：山上路夫、作、編曲：宮川泰、歌：福原みどり
  - フジテレビ系「メーテルリンクの青い鳥 チルチルミチルの冒険旅行」オープニングテーマ
20. ハローララベル
  - 作詞：伊藤アキラ、作曲：いずみたく、編曲：親泊正昇、歌：堀江美都子、コロムビアゆりかご会
  - テレビ朝日系「魔法少女ララベル」オープニングテーマ
21. がんばれ！宇宙の戦士
  - 作詞：八手三郎、作曲：小林亜星、編曲：武市昌久、歌：ささきいさお、こおろぎ'73、コロムビアゆりかご会
  - 東京12チャンネル系「宇宙大帝ゴッドシグマ」オープニングテーマ
22. ムーへ飛べ
  - 作詞：山川啓介、作曲：浜圭介、編曲：羽田健太郎、歌：水木一郎、杉並児童合唱団
  - よみうりテレビ系「ムーの白鯨」オープニングテーマ
23. おれはアーサー
  - 作詞：保富康午、作曲：菊池俊輔、編曲：田辺信一、歌：水木一郎、コロムビアゆりかご会
  - フジテレビ系「燃えろアーサー 白馬の王子」オープニングテーマ
24. がんばれゴンベ
  - 作詞、作曲：山本正之、編曲：神保正明、歌：こおろぎ'73
  - 東京12チャンネル系「がんばれゴンベ」オープニングテーマ
25. 風になれ！
  - 作詞：海野洋司、作、編曲：森田公一、歌：堀欣也、こおろぎ'73、ザ・チャープス
  - フジテレビ系「がんばれ元気」オープニングテーマ

### DISC 2
1. ユカイ ツーカイ 怪物くん[2]
  - 作詞：藤子不二雄Ⓐ、作曲：小林亜星、編曲：筒井広志、歌：野沢雅子、台詞：神山卓三、肝付兼太、相模太郎
  - テレビ朝日系「怪物くん」オープニングテーマ
2. ローラーヒーロー・ムテキング[3]
  - 作詞：康珍化、作、編曲：渡辺宙明、歌：水木一郎、フィーリング・フリー
  - フジテレビ系「とんでも戦士ムテキング」オープニングテーマ
3. おじゃまんが山田くん
  - 作詞、作曲：山本正之、編曲：クニ河内、歌：こおろぎ'73
  - フジテレビ系「おじゃまんが山田くん」オープニングテーマ
4. 斗え!ゴライオン
  - 作詞：千家和也、作曲：小林亜星、編曲：いちひさし、歌：水木一郎、こおろぎ'73、コロムビアゆりかご会
  - 東京12チャンネル→テレビ東京系[4]「百獣王ゴライオン」オープニングテーマ
5. ハロー!サンディベル
  - 作詞：三浦徳子、作曲：渡辺岳夫、編曲：久石譲、歌：堀江美都子、ザ・チャープス
  - テレビ朝日系「ハロー!サンディベル」オープニングテーマ
6. 走れ!ジョリィ
  - 作詞：若谷和子、作曲：ティティーネ・スケーベンス、編曲：田辺信一、歌：堀江美都子、ティティーネ&チルドレンコーラス
  - NHK「名犬ジョリィ」オープニングテーマ
7. ワイワイワールド
  - 作詞：河岸亜砂、作曲：菊池俊輔、編曲：たかしまあきひこ、歌：水森亜土、こおろぎ'73
  - フジテレビ系「Dr.スランプ アラレちゃん」オープニングテーマ[5]
8. タイガーマスク二世
  - 作詞：保富康午、作、編曲：菊池俊輔、歌：水木一郎、コロムビアゆりかご会
  - テレビ朝日系「タイガーマスク二世」オープニングテーマ
9. 忍者ハットリくん
  - 作詞：藤子不二雄A、作、編曲：菊池俊輔、歌：堀絢子、コーラス:コロムビアゆりかご会
  - テレビ朝日系「忍者ハットリくん」オープニングテーマ
10. 見たいもの見たい
  - 作詞：伊藤アキラ、作曲：はやしこば、編曲：川上了、歌：KiKi
  - フジテレビ系「ダッシュ勝平」オープニングテーマ
11. あの子はあさりちゃん
  - 作詞：伊賀井直人、作曲：小林亜星、編曲：いちひさし、歌：前川陽子、コーラス:こおろぎ'73
  - テレビ朝日系「あさりちゃん」オープニングテーマ
12. 銀河の青春
  - 作詞：藤川桂介、作、編曲：横山菁児、歌：川津恒一
  - テレビ東京系「機甲艦隊ダイラガーXV」オープニングテーマ
13. ゲームセンターあらし
  - 作詞：すがやみつる、作、編曲：馬飼野康二、歌：水木一郎
  - 日本テレビ系「ゲームセンターあらし」オープニングテーマ
14. パラダイス ドラキュラ
  - 作詞：高田ひろお、作曲：クニ河内、編曲：武市昌久、歌：内海賢二、こおろぎ'73
  - テレビ東京系「ドン・ドラキュラ」オープニングテーマ
15. テクノボイジャー
  - 作詞：伊達歩、作、編曲：馬飼野康二、歌：ハーリー木村
  - フジテレビ系「科学救助隊テクノボイジャー」オープニングテーマ
16. Lはラブリー
  - 作詞：伊藤アキラ、作曲：馬飼野康二、編曲：いちひさし、歌：かおりくみこ、ザ・チャープス
  - テレビ朝日系「The・かぼちゃワイン」オープニングテーマ
17. おれたちの船出
  - 作詞：保富康午、作、編曲：菊池俊輔、歌：水木一郎、コーラス：こおろぎ'73
  - TBS系「わが青春のアルカディア 無限軌道SSX」オープニングテーマ
18. ぼく、フクちゃんだい!
  - 作詞：中村晋太郎、作曲：小林亜星、編曲：筒井広志、歌：坂本千夏
  - テレビ朝日系「フクちゃん」オープニングテーマ
19. ミッドナイト・サブマリン
  - 作詞：康珍化、作曲：鈴木キサブロー、編曲：HARRY、歌：HARRY
  - フジテレビ系「未来警察ウラシマン」オープニングテーマ
20. 君は何かができる
  - 作詞：山上路夫、作、編曲：木森敏之、歌：99Harmony
  - 日本テレビ系「キャプテン」オープニングテーマ
21. 恋は突然
  - 作詞：藤公之介、作曲：小田裕一郎、編曲：久石譲、歌：堀江美都子
  - テレビ朝日系「愛してナイト」オープニングテーマ
22. 光速電神アルベガス
  - 作詞：上原正三、作曲：渡辺宙明、編曲：いちひさし、歌：MoJo、こおろぎ'73
  - テレビ東京系「光速電神アルベガス」オープニングテーマ
23. キン肉マンGo Fight!
  - 作詞：森雪之丞、作曲：芹澤廣明、編曲：川上了、歌：串田アキラ
  - 日本テレビ系「キン肉マン」オープニングテーマ[6]
24. ポケット宇宙
  - 作詞：武鹿悦子、作曲：渡辺岳夫、編曲：青木望、歌：山野さと子、コロムビアゆりかご会
  - TBS系「ミームいろいろ夢の旅」オープニングテーマ
25. きてよパーマン
  - 作詞：藤子・F・不二雄、作曲：古田喜昭、編曲：たかしまあきひこ、歌：三輪勝恵、コロムビアゆりかご会
  - テレビ朝日系「パーマン」オープニングテーマ